# Транспорт в Ливии
Ливия — большая африканская страна, 90% территории которой покрыто пустынями (см. Сахара). На территории Ливии представлены трубопроводный, сухопутный, авиационный и водный виды транспорта. Руководством страны составлены планы по развитию железных дорог с привлечением иностранных специалистов, которые местами уже начали реализовываться.

## Автомобильный транспорт
Автомобильный транспорт является основным транспортом современной Ливии. Протяженность дорог — свыше 100 тыс. км. (из них с твердым покрытием — 57 тыс. км).

## Авиационный транспорт
Из-за размеров страны авиация играет большую роль во внутренних перевозках, в особенности пассажирских. В Ливии имеется 146 аэропортов (2013), из них — 68 аэродромов с покрытием, три международных аэропорта: Триполи, Сирт и Бенгази. Регулярно выполняются внутренние (в том числе в отдаленные районы страны) и международные (в основном, в арабские и африканские страны) рейсы.

## Морской транспорт
Морской транспорт играет важную роль, в частности, в международной торговле Ливии. Главный порт страны — Триполи - располагается в Средиземном море.

## Трубопроводный транспорт
Ливия — крупный экспортер нефти и газа, поэтому на территории страны существует сеть трубопроводов различного назначения.

## Планы по созданиюжелезнодорожного транспорта
На сегодняшний день железных дорог в Ливии нет. Однако существуют планы и проекты по их строительству, в которых принимают активное участие российские специалисты (госкомпании РЖД). В перспективе в Ливии планируется проложить железную дорогу вдоль всего побережья: от границы с Тунисом до Египта (некоторые участки могут быть достроены в ближайшие годы), а также построить транссахарскую линию в Нигер.